# Uptown Special
Albums de Mark Ronson
Record Collection
(2010)
Singles
1. Uptown Funk
Sortie : 10 novembre 2014
2. Daffodils
Sortie : 4 février 2015
3. Feel Right
Sortie : 29 mars 2015

Uptown Special (stylisé en UpTown Special.) est le quatrième album studio du DJ-producteur anglais Mark Ronson, sorti en 2015.

## Liste des titres
| 1.    | Uptown's First Finale (featuring Stevie Wonder & Andrew Wyatt (en)) | Mark Ronson, Jeff Bhasker, Michael Chabon | Ronson, Bhasker, Emile Haynie (add.)             | 1:38 |
| 2.    | Summer Breaking (featuring Kevin Parker)                            | Ronson, Bhasker, Kevin Parker, Chabon | Ronson, Bhasker, Haynie (add.)                   | 3:07 |
| 3.    | Feel Right (featuring Mystikal)                                     | Ronson, Michael Tyler, Homer Steinweiss, Thomas Brenneck, Peter Hernandez, Philip Lawrence, Nick Movshon, Brody Brown                                 | Ronson, Bhasker, Bruno Mars, Boys Noize (add.)   | 3:42 |
| 4.    | Uptown Funk (featuring Bruno Mars)                                  | Ronson, Bhasker, Hernandez, Lawrence, Nicholas Williams, Devon Gallaspy, Lonnie Simmons , Ronnie Wilson,Charles Wilson, Robert Wilson, Rudolph Taylor | Ronson, Bhasker, Bruno Mars                      | 4:29 |
| 5.    | I Can't Lose (featuring Keyone Starr)                               | Ronson, Bhasker, Chabon, Nathaniel Hale, Warren Griffin III, Andre Young                                                                              | Ronson, Bhasker                                  | 3:16 |
| 6.    | Daffodils (featuring Kevin Parker)                                  | Parker, Chabon | Ronson, Bhasker, James Ford (add.), Riton (add.) | 4:58 |
| 7.    | Crack in the Pearl (featuring Andrew Wyatt)                         | Ronson, Bhasker, Chabon | Ronson, Bhasker, Haynie (add.)                   | 2:25 |
| 8.    | In Case of Fire (featuring Jeff Bhasker)                            | Ronson, Bhasker, Alex Greenwald, Rufus Wainwright, Movshon, Chabon                                                                                    | Ronson, Bhasker                                  | 4:33 |
| 9.    | Leaving Los Feliz (featuring Kevin Parker)                          | Ronson, Bhasker, Haynie, Parker, Chabon, Chris Vatalaro                                                                                               | Ronson, Bhasker                                  | 4:18 |
| 10.   | Heavy and Rolling (featuring Andrew Wyatt)                          | Ronson, Bhasker, Andrew Wyatt (en), Chabon | Ronson, Bhasker, Haynie (add.)                   | 3:57 |
| 11.   | Crack in the Pearl Pt. II (featuring Stevie Wonder & Jeff Bhasker)  | Ronson, Bhasker, Chabon | Ronson, Bhasker                                  | 2:16 |
| 38:39 |                                                                     | |                                                  |      |

## Samples
- I Can't Lose contient des samples de Ain't No Fun (If the Homies Can't Have None), interprété par Snoop Dogg et écrit par Nate Dogg, Warren G et Dr. Dre.
- Uptown Funk contient des samples de All Gold Everything, interprété par Trinidad James et écrit par Devon Gallaspy et Trinidad James[1].

## Classements
| Pays et classements (2015)         | Meilleure position |
| ---------------------------------- | ------------------ |
| Australie (ARIA)                   | 2                  |
| Belgique (Flandre Ultratop)        | 12                 |
| Belgique (Wallonie Ultratop)       | 36                 |
| Danemark (Tracklisten)             | 15                 |
| Pays-Bas (Mega Album Top 100)      | 5                  |
| Finlande (Suomen virallinen lista) | 8                  |
| France (SNEP)                      | 18                 |
| Allemagne (Media Control AG)       | 23                 |
| Irlande (IRMA)                     | 7                  |
| Italie (FIMI)                      | 72                 |
| Nouvelle-Zélande (RIANZ)           | 10                 |
| Norvège (VG-lista)                 | 27                 |
| Espagne (Promusicae)               | 55                 |
| Suède (Sverigetopplistan)          | 53                 |
| Suisse (Schweizer Hitparade)       | 3                  |
| Royaume-Uni (UK Albums Chart)      | 1                  |
| États-Unis (Billboard 200)         | 5                  |